# 下黒部橋
下黒部橋（しもくろべばし）は、富山県黒部市および下新川郡入善町の黒部川河口付近に架かる富山県道2号魚津生地入善線の橋長508.17 m（メートル）のランガー橋・桁橋である。

## 概要
- 左岸 - 富山県黒部市荒俣[1]
- 右岸 - 富山県下新川郡入善町本村[1]
- 橋格 - 1等橋 (TL-20) + 雪 (100 kg/m2)
- 形式 - 鋼単純合成箱桁橋3連+鋼下路トラスドランガー橋4連+鋼単純合成箱桁橋3連
- 橋長 - 508.170 m
  - 支間割 - 3×42.24 m+4×59.85 m+3×44.16 m
- 幅員
  - 総幅員 - 7.700 m
  - 有効幅員 - 7.000 m
- 床版 - 鉄筋コンクリート
- 総鋼重 - 848.368 t
- 施工 - 川田工業
- 工法 - ケーブルエレクション工法
- 工期 - 1965年（昭和40年）10月 - 1966年（昭和41年）9月

## 沿革
1918年（大正7年）8月に黒部川河口部の北陸本線（現・あいの風とやま鉄道線）の鉄橋の下100m程に全長約510mの木橋がが架設された。その後1934年（昭和9年）の洪水で被害を受けたため、1936年（昭和11年）4月に再度木桁橋が架橋された。その後は破損の度に改修され使用されてきたが、永久橋の架設が望まれていたところ、現在の橋が富山県により1966年（昭和41年）9月30日に完成した。